# أنيل كومار مان
أنيل كومار مان (بالإنجليزية: Anil Mann) هو مصارع رياضي هندي، ولد في 11 ديسمبر 1980.